# Золотова Наталія Леонідівна
Наталія Леонідівна Золотова (нар. 1956) — українська радянська діячка, телеграфістка Мукачівського районного вузла зв'язку Закарпатської області. Депутат Верховної Ради СРСР 11-го скликання.

## Біографія
Освіта середня. Член ВЛКСМ.
З 1973 року — учениця телеграфістки, з 1974 року — телеграфістка Мукачівського районного вузла зв'язку Закарпатської області.